# Конструктибилни универзум
Да би се могао у потпуности разумети овај чланак, потребно је прво прочитати чланак Теорија скупова континуума, те чланке који му претходе.
У ЦФ теорији појам скупа није дефинисан већ представља основни концепт. Ово за последицу има да нека питања у ЦФ теорији не могу бити одговорена.
ЦФ аксиоме описују својства скупова и теоријски универзум скупова. На пример, ако је {\displaystyle X} неки бесконачни скуп аксиома партитивног скупа каже да постоји скуп {\displaystyle P(X)} који чине сви подскупови скупа {\displaystyle X}. Остале ЦФ аксиоме нам не кажу много о елементима посдкуповима скупа {\displaystyle P(X)} нити нам кажу ишта о величини овог скупа. Аксиома свеобухватности каже да се {\displaystyle P(X)} састоји од скупова који се, на неки добро дефинисан начин, могу описати. Аксиома избора обезбеђује различите скупове избора и добру уређеност. Реч "сви" у фрази "сви подскупови скупа" {\displaystyle X} није ни на који начин објашњена. Све док појам {\displaystyle P(X)} како је дефинисан није упитан, ЦФ теорија скупова је потпуно смислена. Али ту је главни недостатак ЦФИ теорије скупова: постоји неколико питања која се лако могу поставити а која не могу бити одговорена ако се користе само ЦФИ аксиоме. Класичан пример једног таквог питања је статус хипотезе континуума {\displaystyle 2^{\omega }=\omega _{1}}. Може се тврдити да о овој једнакости се не може ништа рећи у ЦФИ пошто ЦФИ аксиоме ништа не кажу шта чини посдкуп скупа {\displaystyle \omega }. Тиме се не може повезати величина {\displaystyle P(X)} скупа са бесконачним кардиналним бројем {\displaystyle \omega _{1}}.
Да би се превазишла ова тешкоћа, дошло се до идеје да се ЦФИ прошири тако што би се дало више информације о скупу. Једна од успешних реализација ове идеје је Геделовова теорија конструктибилног универзума.

## Геделовова теорија конструктибилног универзума
Геделов коструктибилни универзум {\displaystyle L} се дефинише трансфинитном рекурзијом:
{\displaystyle L_{0}=0;}
{\displaystyle L_{\alpha +1}=D(L_{\alpha });}
{\displaystyle L_{\alpha }=\bigcup _{\beta \in \alpha }L_{\beta }}, у случају када је α гранични ординал.
Posebno, 
{\displaystyle x\in L{\iff }_{def}\exists \alpha (x\in L_{\alpha })}.
при чему је:
{\displaystyle D(x)=P(x)\bigcap gcl(x\bigcup \{x\})} а {\displaystyle gcl(X)} Геделова операција затворења за произвољан скуп  {\displaystyle X}
{\displaystyle gcl_{0}(X)=X}
{\displaystyle gcl_{n+1}=gcl_{n}(X)\bigcup \bigcup _{i=1}^{4}\{G_{i}(x,y)|x,y\in gcl_{n}(X)\}\bigcup \bigcup _{i=5}^{9}\{G_{i}(x)|x\in gcl_{n}(X)\}}
{\displaystyle gcl(X)=\bigcup _{n\in \omega }gcl_{n}(X)}
{\displaystyle G_{1}(x,y)=\{x,y\}}
{\displaystyle G_{2}(x,y)=x\times y}
{\displaystyle G_{3}(x,y)=\{z|(\exists u\in x)(\exists v\in y)(u\in v\land z=\langle u,v\rangle )\}}
{\displaystyle G_{4}(x,y)=x\backslash y}
{\displaystyle G_{5}(x)=\bigcup x}
{\displaystyle G_{6}(x)=dom(x)}
{\displaystyle G_{7}(x)=\{\langle u,v\rangle |\langle v,u\rangle \in x\}}
{\displaystyle G_{8}(x)=\{\langle u,v,w\rangle |\langle u,w,v\rangle \in x\}}
{\displaystyle G_{9}(x)=\{\langle u,v,w\rangle |\langle v,w,u\rangle \in x\}}
Функција :{\displaystyle y=dom(x)} је еквивалентна конјункцији следеће две формуле:
(a) {\displaystyle (\forall u\in y)(\exists v\in \sideset {}{^{2}}\bigcup (\langle u,v\rangle \in x)}
(b) {\displaystyle (\forall u,v\in \sideset {}{^{2}}\bigcup x)(\langle u,v\rangle \in x\Rightarrow u\in y)}
У горњем контексту је {\displaystyle \sideset {}{^{2}}\bigcup x=\bigcup \bigcup x}.
Гедел је показао да {\displaystyle L}  задовољава све ЦФИ аксиоме а тиме и ЦФ. На тај начин {\displaystyle L} задовољава уопштену хипотезу континуума (УХК) тј. {\displaystyle 2^{\aleph _{\alpha }}=\aleph _{\alpha +1}}, за сваки ординал {\displaystyle \alpha } .
Тврдња {\displaystyle V=L}, где је {\displaystyle V} универзум свих скупова, се зове аксиома конструктибилности (АК) која тврди да сваки скуп  припада {\displaystyle L}, која је тиме сагласна са ЦФИ и из које (АК) се дају извести АИ и УХК.
Права класа {\displaystyle L}, заједно са {\displaystyle \in } релацијом ограниченом само на {\displaystyle L}, је унутрашњи модел ЦФИ тј. нека транзитивна (тј. која садржи све елементе сопствених елемената) класа која садржи све ординале и задовољава све ЦФИ аксиоме. Права класа је, на тај начин, најмањи унутрашњи ЦФИ модел, пошто сваки други унутрашњи модел садржи праву класу.
За било који скуп {\displaystyle A} може се конструисати најмањи ЦФ транзитивни модел који садржи {\displaystyle A} и све ординале на сличан начин као и {\displaystyle L}, али где се почиње са транзитивним затварањем {\displaystyle A}, тј. најмањи транзитивни скуп који садржи {\displaystyle A} уместо {\displaystyle \emptyset }. Резултујући модел {\displaystyle L(A)} није нужно АИ модел. Један врло значајан АИ модел је  {\displaystyle L(R)}, најмањи ЦФ транзитивни модел који садржи све ординале и све реалне бројеве.